# Xyalaspis subulifera
Xyalaspis subulifera är en stekelart som först beskrevs av Thomson 1862.  Xyalaspis subulifera ingår i släktet Xyalaspis, och familjen glattsteklar. Arten är reproducerande i Sverige.